# Deutsch Péter (rabbi)

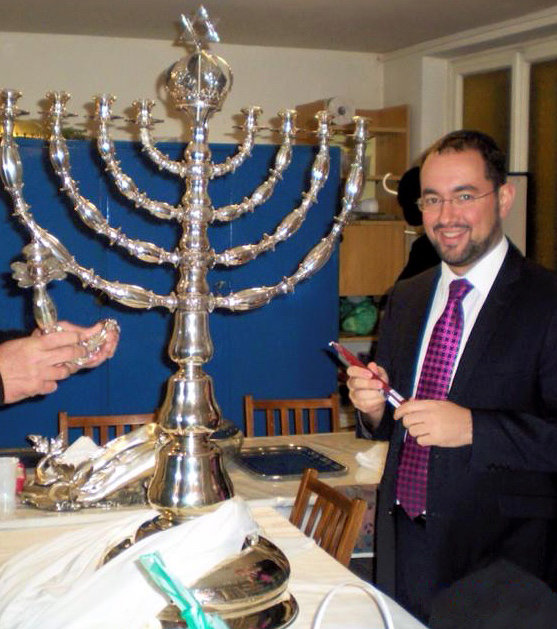
Deutsch Péter rabbi

Deutsch Péter rabbi az egyik legfiatalabb ortodox rabbi diplomával rendelkező vallási vezető Budapesten. Egy igazi rabbi dinasztiából származik.  Nagyapja a debreceni ortodox zsidó hitközség sajcheta volt 1961-től (sajchet vagy  sachter aki a kóser húst vágja), illetve később egészen haláláig (1984-ig) az ottani rabbi feladatokat is ellátta.  Édesapja Deutsch Róbert a Budapesti Zsidó Hitközség Bethlen téri status quo ante (modern orthodox) zsinagóga főrabbija, a budapesti rabbiság igazgatója, a rabbinikus bíróság (a Beth Din) vezetője volt.

## Tanulmányai
Az Amerikai Alapítványi Iskolában (Reichmann School) tanult, később a Berlini Lauder Jesivában folytatta tanulmányait.
Azon kevés magyarországi rabbik egyike, akik világi diplomával is rendelkeznek. Nemzetközi kapcsolatok szakon tanult és az izraeli-palesztin konfliktus kutatásából írta a szakdolgozati tanulmányát.
Rabbinak Izraelben  tanult. A diplomáját a Yeshivat Pirchei Soshanimban állították ki.

## Munkássága
Sok éve Európa legnagyobb zsidó ifjúsági táborában, a Szarvasi Nemzetközi Zsidó Ifjúsági Táborban foglalkozik oktatással, valamint a vallási és kósersági feladatokkal.
Korábban Budapesti Zsidó Hitközség Dózsa György úti, jelenleg pedig a  Bethlen téri (modern ortodox) zsinagógában látja el rabbi teendőit.